# 826
Năm 826 là một năm trong lịch Julius.